# Max Arenz

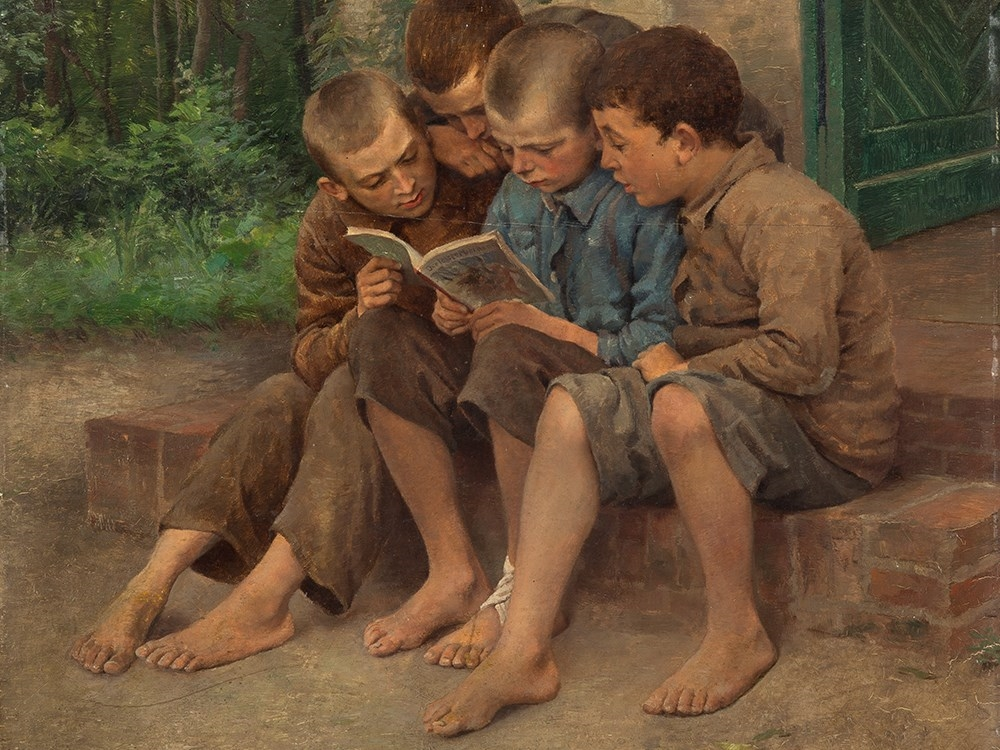
Der letzte Mohikaner

Max Arenz (* 1868 in Nürnberg; † nach 1921) war ein deutscher Porträt- und Genremaler. Seine Genre- und Porträtmalerei gehört stilistisch zur Defregger-Schule. 
Arenz wuchs in Riga auf, wo sein Vater Werkmeister war. Er studierte seit dem 31. Oktober 1887 an der Königlichen  Akademie der Künste in München bei Karl Raupp (1837–1918), Otto Seitz (1846–1912) und Franz von Defregger (1835–1921). Um 1908 zog Arenz nach Caputh, später nach Potsdam, wo er sich noch 1921 an der Ausstellung Potsdamer Kunstsommer beteiligte.
In der Havelländischen Malerkolonie Ferch am Schwielowsee ließ Arenz einige Atelierhäuser errichten, die er gewinnbringend an Künstler verkaufte. Sein eigenes Haus verkaufte er um 1908 an Arthur Borghard.